# Jakob Lukas Schabelitz
Jakob Lukas Schabelitz (1827, Suíça – 1899) foi um editor e vendedor de livros. Ele ingressou na Liga Comunista e foi associado e amigo de Karl Marx e Frederick Engels no final da década de 1840 e no início da década de 1850. Schabelitz morreu em 1899.